# Patarini
La Pataría, o movimento dei patarini (detti anche pàtari), fu un movimento sorto in seno alla Chiesa milanese medievale. 
Le origini del movimento sono da ricondurre ad alcuni esponenti del clero particolarmente vicini alla sensibilità della Chiesa romana nell'XI secolo, che seppero coinvolgere diversi settori della popolazione nella lotta contro la simonia, il matrimonio dei preti (da quel momento in poi definito eresia nicolaita) e, in generale, contro le presunte ricchezze e corruzioni morali delle alte cariche ecclesiastiche, in particolare degli arcivescovi di Milano. Dopo che - alla fine dell'XI secolo e con l'inizio delle Crociate - lo scisma o le tensioni tra Roma e Milano si ricomposero, la Pataria perse vigore e unità, e ciò che ne rimase finì per diventare un movimento ereticale critico nei confronti della gerarchia ecclesiastica in generale.

## Etimologia
Il significato e l'etimologia della parola sono ancora oscuri:
- Celebre è l'etimologia proposta da Ludovico Antonio Muratori, dal milanese patée, nel senso di "straccioni".
- Arnolfo cronista propone un'origine dal greco πάθος, pàthos, nel senso di "perturbazione", e quindi i Patarini sarebbero stati "perturbatori" dell'ordine.
- Federico II Hohenstaufen, nelle Costituzioni Melfitane (I, 1), definisce i Patarini come seguaci di una setta che non ha il coraggio di assumere il nome dall'eresiarca, ma deriva la propria denominazione (apparentemente da pàthos) da coloro che sono "pronti al patimento - a modo dei martiri che affrontarono il martirio per la fede cattolica" ("in exemplum martyrum, qui pro fide catholica martyria subierunt, Patarenos se nominant velut expositi passioni").[1]
- Altri, seguendo l'ipotesi di Pietro di Vaucernay, hanno proposto un'origine da Pater noster perché gli appartenenti al movimento si caratterizzavano per una ripetizione quasi ossessiva di questa preghiera.[2]
- Altri ancora hanno proposto quale origine il nome della città di Patara nella Licia.[3]

In alcuni testi medievali di ambito emiliano-romagnolo il termine "Patari" viene usato erroneamente per indicare invece i Catari.

## Storia del movimento

### Arialdo da Cucciago e l'inizio della Pataria
I contrasti fra basso clero, popolo e alto clero a Milano iniziarono nel 1045, quando fu eletto arcivescovo Guido da Velate (1045–1071), che succedette ad Ariberto da Intimiano, signore assoluto della città e dei territori che gli erano soggetti, che lottò tutta la vita sia per rimanere indipendente dall'impero, sia per tenere sottomessi i suoi feudatari minori e poter conservare intatti tutti i suoi privilegi.
La successione di Ariberto fu contrastata perché la cittadinanza non nobile iniziava a prendere coscienza di sé, e anche la nobiltà minore cominciava a crescere d'importanza. Al contempo, si sentiva l'esigenza di una spinta moralizzatrice all'interno del clero e di una maggiore uguaglianza tra i ceti sociali.
Alcuni mesi dopo la morte dell'arcivescovo Ariberto, nel luglio 1045 si giunse all'elezione del suo successore. Il cronista Landolfo Seniore precisa che si radunò una civium magna collectio ("una grande assemblea di cittadini": per cives si intendono qui tutti gli abitanti della città, sia chierici sia laici), che elessero quattro giovani candidati alla sede episcopale (secondo Galvano Fiamma, cronista del XIV secolo, si trattava dei futuri patarini Arialdo, Landolfo, Anselmo e Attone; la storiografia moderna reputa inverosimile questa notizia), i cui nomi vennero inviati all'imperatore Enrico III il Nero. Facendo ciò, è probabile che i Milanesi volessero dare all'imperatore l'impressione che fosse lui a compiere la scelta: una mossa astuta per cercare di limitare la sua libertà d'azione.
L'imperatore, tuttavia, voleva evitare di scegliere come nuovo arcivescovo un esponente del clero ordinario (o clero cardinale, quello in servizio presso le due cattedrali di Milano), mentre tutti e quattro i nomi scelti dalla civium collectio ne facevano parte. Il clero ordinario era formato soprattutto da esponenti delle famiglie dei milites maiores (i nobili di rango più elevato), mentre Enrico III aveva ben presente che nella città di Milano era in atto una serie di scontri incrociati tra milites maiores, milites minores (i valvassori), e resto della cittadinanza.
Così Enrico III non fece ricadere la sua scelta su nessuno dei candidati proposti, ma volle fare una scelta autonoma. Il cronista Arnolfo di Milano annota che l'imperatore non scelse un membro «nobilis ac sapiens» del clero ordinario, ma preferì Guido da Velate, «idiotam et a rure venientem»; ciononostante, i milanesi accettarono il nuovo arcivescovo, per paura del re, per l'odio di una parte della popolazione contro l'altra (i cives contro i milites), e per avidità (sembrava che Guido sarebbe stato prodigo di benefici a vantaggio del clero milanese). Il movimento patarino si sviluppò proprio in questo contesto, come reazione alla simonia dilagante.
Capi storici del movimento furono, a vario titolo, i quattro candidati a vescovo, i quali incitarono, con successo, la popolazione a rifiutare i sacramenti dai sacerdoti corrotti e nicolaiti. Alcuni arrivarono a profanare i sacramenti, in ribellione ai preti simoniaci, i cui atti di consacrazione eucaristica non erano da essi considerati validi. Per contrastare il movimento, l'imperatore inviò come suo legato Anselmo da Baggio, che scomunicò sia Arialdo sia Landolfo.
Comunque, dopo la fine del regno di papa Benedetto IX, anche il papato al suo interno sentiva il bisogno di riforme, e già con Leone IX erano stati condannati il concubinato e la simonia dei preti.
Forte di questi presupposti, Landolfo Cotta cercò di andare a Roma per esporre i problemi milanesi a papa Stefano IX, ma i sicari dell'arcivescovo lo intercettarono nei pressi di Piacenza e quasi lo uccisero. Si salvò, ma morì nel 1061 per le conseguenze di un altro attentato.
Anche Arialdo tentò la stessa strada, ma solo nel 1060 il pontefice successivo, Niccolò II, mandò a Milano una delegazione che, sotto il controllo di Pier Damiani e di Anselmo da Baggio, riportò la calma in città.

### L'assassinio di Arialdo

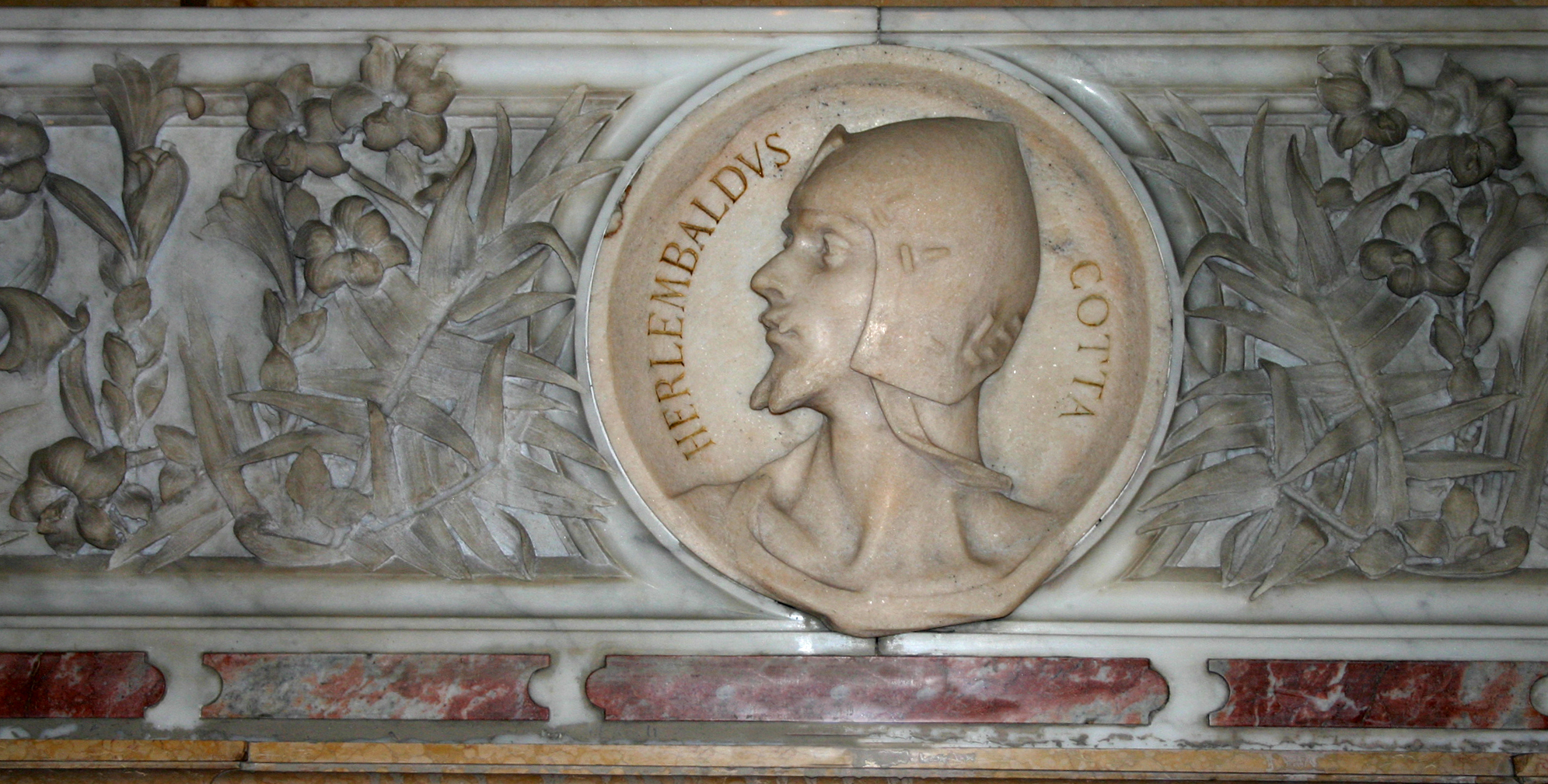
Sant'Erlembardo Cotta. Rilievo ottocentesco nella Basilica di San Calimero.

Dopo la morte di Landolfo Cotta, Arialdo da Carimate nominò capo militare dei patarini Erlembaldo Cotta, fratello di Landolfo. Nello stesso anno venne proclamato papa Anselmo da Baggio, che prese il nome di Alessandro II. Tutto filò liscio fino al 1066, quando il papa consegnò ad Erlembaldo il gonfalone della Chiesa e due bolle di richiamo al clero milanese e di scomunica per Guido da Velate. Guido si ribellò, e nei durissimi scontri del 4 giugno furono feriti Erlembaldo, Arialdo e Guido, che lanciò l'interdetto su Milano finché Arialdo non ne fosse uscito.
Arialdo, per evitare inutili sofferenze alla città ne uscì, ma era una trappola. Fu catturato dagli uomini di Guido e portato nel castello di Arona per essere interrogato. Qui fu torturato a morte e, il 26 giugno, gettato nelle acque del Lago Maggiore. Secondo la leggenda il suo corpo fu ritrovato intatto l'anno successivo e papa Alessandro II lo proclamò santo.
La lotta fra i patarini e Guido da Velate proseguì fino al 1071, anno della morte di Guido, ma i suoi sostenitori fecero eleggere Goffredo da Castiglione. Erlembaldo, allora, propose Attone, che fu immediatamente riconosciuto dal nuovo papa, Gregorio VII, che nel 1075 scomunicò Goffredo. Erlembaldo trovò la morte nei tumulti che seguirono a questa nomina. Papa Gregorio vedeva nel movimento patarino un alleato durante il difficile processo della riforma della Chiesa, grazie alla notevole persuasione che sapeva esercitare sulla gente e un'accettabile convergenza di obiettivi. Tuttavia i programmi di riformatori e patarini divergevano: i primi desideravano escludere i laici (cioè le ingerenze di nobili e imperatori) dalla vita della Chiesa, i secondi fantasticavano una Chiesa depurata da qualsiasi aspetto materiale e mondano, composta da poveri ed uguali.
La morte di Erlembaldo e, dieci anni dopo, quella di Gregorio VII, furono un colpo decisivo per il movimento, che perse tutti i suoi sostenitori più importanti.

### Il cambio di strategia del papa e la disgregazione della Pataria
Nel 1089, papa Urbano II sentenziò che i sacramenti impartiti da preti simoniaci e corrotti erano ugualmente validi. Questa decisione smontava completamente le tesi patarine.
Il disorientamento dei patarini si acuì con Callisto II, quando ci si rese ormai conto che la Chiesa dei poveri non sarebbe mai sorta, anzi il papa aveva cominciato a reintegrare i vecchi membri della gerarchia ecclesiastica che i patarini avevano combattuto. A questo punto si creò uno sfaldamento tra i sostenitori della Pataria: alcuni accettarono il compromesso rientrando nelle file della Chiesa "riformata"; altri partirono per il pellegrinaggio, si diedero a vita eremitica o si unirono alla prima crociata; altri ancora, convinti che l'accordo tra Chiesa e Impero fosse il sintomo del fatto che la gerarchia ecclesiastica era per sua natura corrotta dai beni mondani, abbracciarono tesi ereticali, avvicinandosi al catarismo e venendo per questo apertamente perseguitati dal 1185 da papa Lucio III.

### Fonti
La Pataria. Lotte religiose e sociali nella Milano dell'XI secolo, a cura di P. Golinelli, Milano, Europìa-Jaca Book, 1984 e 1998.

#### Antipatariniche
- Arnulphi Mediolanensis Liber gestorum recentium. Claudia Zey, ed.. Hannover : Hahnsche Buchhandlung, 1994 (Monumenta Germaniae historica. Scriptores rerum Germanicarum in usum scholarum separatim editi ; 67). ISBN 3775253882. Testo latino nell'"Archivio della Latinità nel Medioevo
- Landulphi Senioris Historia Mediolanensis. Ludwig Konrad Bethmann & Wilhelm Wattenbach, edd.. In: Monumenta Germaniae Historica. Scriptores. Vol. VIII. Hannover: MGH, 1848. Testo latino nell'"Archivio della Latinità nel Medioevo

#### Filopatariniche
- Andreae Strumensis Vita Sancti Arialdi. Friedrich Baethgen, ed.. Leipzig : MGH, 1935 (Monumenta Germaniae Historica. Scriptores ; 30.2). 1047-1075. Testo latino nell'"Archivio della Latinità nel Medioevo
- Landulphi Iunioris sive de Sancto Paulo Historia Mediolanensis ab anno MXCV usque ad annum MCXXXVII. C. Castiglioni, ed. Bologna, 1934 (Rerum Italicarum Scriptores ; 5/3). Testo latino nell'"Archivio della Latinità nel Medioevo

### Studi
- Alfredo Lucioni. L'età della Pataria. In: Adriano Caprioli, Antonio Rimoldi & Luciano Vaccaro, edd.. Diocesi di Milano. Vol. 1. Brescia: La scuola, 1990. 167-194.
- Francesco Quaranta. Preti sposati nel Medioevo. Torino: Claudiana, 2000. 59-69.
- (EN)  Robert I. Moore, The War on Heresy. Faith and Power in Medieval Europe, Londra, Profile Books, 2012 ; trad. fr. (FR)  Hérétiques. Résistances et répression dans l'Occident médiéval, Parigi, Belin, 2017.
- (EN)  Brian Stock, The Implications of Literacy: written Language and Models of Interpretation in the eleventh and twelfth Centuries, Princeton university press, 1983.